# ماركوس هنريكسن
ماركوس هينريكسن (بالنرويجية: Markus Henriksen‏) هو لاعب كرة قدم نرويجي في مركز الوسط المدافع ولد في يوم 25 يوليو 1992 في مدينة تروندهايم في النرويج، يلعب حالياً مع نادي ألكمار في هولندا وسبق له اللعب مع نادي روزنبورغ ونادي تروند، لعب مع منتخب النرويج لكرة القدم ويبلغ طوله 187 سم.

## روابط خارجية
- ماركوس هنريكسن على موقع IMDb (الإنجليزية)
- ماركوس هنريكسن على موقع الاتحاد الأوربي (الإنجليزية)
- ماركوس هنريكسن على موقع اتحاد النرويج (النرويجية)
- ماركوس هنريكسن على موقع قاعدة بيانات كرة القدم.إي يو (الإنجليزية)
- ماركوس هنريكسن على موقع ناشيونال فوتبول تيمز (الإنجليزية)
- ماركوس هنريكسن على موقع Soccerbase.com (لاعب) (الإنجليزية)
- ماركوس هنريكسن على موقع Soccerway.com (الإنجليزية)
- ماركوس هنريكسن على موقع عالم كرة القدم.نت (الإنجليزية)
- ماركوس هنريكسن على موقع AS.com (الإسبانية)